# Üstra Hannoversche Verkehrsbetriebe
Üstra Hannoversche Verkehrsbetriebe er et trafikselskab i Hannover, der driver Stadtbahn Hannover og bybusnettet i byen og omegnen. Et datterselskab er ansvarlig for skibstrafikken på Maschsee. Üstra er partner i trafikforbundet Großraum-Verkehr Hannover (GVH).
Stadtbahn Hannover er en videreudvikling af byens sporvejsnet, der startede 16. september 1872 med hestesporvogne, som fra 1893 blev afløst af elektriske sporvogne. 23. juni 1965 blev det besluttet at bygge en undergrundsbane, hvor der til at begynde med skulle køres i tunneller under centrum, der var tilsluttet de traditionelle sporvejsstrækninger udenfor, som påregnedes ombygget senere. De høje anlægsudgifter og lange byggetid gjorde dog, at man ændrede konceptet til Stadtbahn med tunneller under centrum, mens der udenfor så vidt muligt køres i eget trace. Den første etaper åbnede 20. september 1973, og nettet er efterfølgende udbygget kontinuerligt. Som følge heraf ophørte driften på den sidste traditionelle sporvej i centrum i september 1996.
Den normalsporede Stadtbahn har en længde på 127 km fordelt 19 km i tunnel, 87 km i eget trace og 21 km i blandet trafik. Driften varetages af 311 vogne, der betjener 12 linjer, hvortil kommer to linjer, der kun trafikeres ved store arrangementer på messeområdet eller Expo-Plaza. Der befordres ca. 125 mio. passagerer årligt.